# Jonas Stark (Fußballspieler)
Jonas Stark (* 27. April 1972 in Gävle) ist ein ehemaliger schwedischer Fußballspieler. Der Abwehrspieler, der 2001 am Gewinn des schwedischen Meistertitel durch Hammarby IF beteiligt war, bestritt seine Laufbahn in Schweden und Dänemark.

## Werdegang
Stark spielte in der Jugend bei IK Sätra, ehe er sich Gefle IF anschloss. Mit dem Klub stieg er in der Frühjahrsserie 1991 aus der zweiten Liga ab, schaffte aber im Herbst mit der Mannschaft den Wiederaufstieg. In den folgenden Jahren etablierte er sich mit dem Verein aus Gästrikland im vorderen Mittelfeld der Nordstaffel der zweithöchsten Spielklasse. In der Spielzeit 1995 belegte er mit der Mannschaft hinter Umeå FC den zweiten Tabellenrang, in den anschließenden Relegationsspielen gegen Östers IF verpasste der Klub nach zwei Niederlagen jedoch den Aufstieg in die Allsvenskan. Dies blieb jedoch ein einmaliger Erfolg, in den folgenden Spielzeiten rutschte die Mannschaft in der Liga ab und beendete die Spielzeit auf einem Relegationsplatz. Gegen Väsby IK und Östersunds FK setzte sich der Verein allerdings jeweils durch.
Mittlerweile hatte sich Stark höherklassig einen Namen gemacht und wechselte vor Beginn der Erstliga-Spielzeit 1999 zum Stockholmer Klub Hammarby IF in die Allsvenskan. Unter Trainer Sören Cratz vermied er mit der Mannschaft – für ihn standen 16 Spiele zu Buche – den Abstieg in die Zweitklassigkeit. Nachdem er sich in der folgenden Spielzeit als Stammkraft in der Innenverteidigung etabliert hatte, bestritt er in der Spielzeit 2001 25 Saisonspiele und war damit an der Seite von Christer Fursth, Kennedy Bakırcıoğlu, Suleyman Sleyman und Trym Bergman entscheidend am Gewinn des Lennart-Johansson-Pokals für den schwedischen Meister beteiligt. In der folgenden Spielzeit, die der Klub als Tabellenneunter abschloss, war er schließlich in allen 26 Partien auf dem Platz und war auch zu Beginn der Spielzeit 2003 Stammspieler. Im Saisonverlauf setzte Trainer Anders Linderoth jedoch vermehrt auf Max von Schlebrügge und Patrik Gerrbrand als Innenverteidigerduo.
Nach Ablauf seines Vertrages Ende 2003 verließ Stark sein Heimatland und schloss sich dem BK Frem København in der dänischen Superliga an. Bis zum Ende der Spielzeit 2003/04 lief er in neun Spielen für die Mannschaft auf, konnte jedoch den Abstieg des Klubs in die Zweitklassigkeit nicht verhindern. Daraufhin kehrte er nach Schweden zurück und schloss sich Västerås SK in der Superettan an. Auf Anhieb Stammspieler verpasste er mit dem Klub in der Spielzeit 2005 auch hier den Klassenerhalt, blieb jedoch dem Klub in der drittklassigen Division 1 treu. Nach einem dritten Tabellenplatz in der Nordstaffel der Liga am Ende der Spielzeit 2008 beendete er seine aktive Laufbahn, um eine Karriere als Lehrer einzuschlagen.